# 楊慕琦
楊慕琦爵士，GCMG，KStJ（1886年6月30日—1974年5月12日），英國資深殖民地官員，1909年至1928年間於錫蘭任職，官至首席助理輔政司兼錫蘭行政局秘書，後來先後於塞拉利昂及巴勒斯坦託管地任職，期間曾任塞拉利昂護督及署任巴勒斯坦高級專員。楊慕琦自1933年至1938年任巴巴多斯總督，1938年至1941年任坦噶尼喀地區總督，兩段總督任內以推行改革著稱，獲得英政府肯定。
楊慕琦爵士在1941年獲任命為第21任香港總督，並於9月就任，但三個月後太平洋戰爭爆發，日軍入侵香港，爆發香港保衛戰。抵抗18日後，楊慕琦在1941年12月25日「黑色聖誕節」向日軍無條件投降，淪為戰俘。他在戰時先後被監禁於香港半島酒店、臺灣及滿洲國的奉天市，後期受盡非人折磨。二戰在1945年8月結束後，楊慕琦沒有立即復任港督，香港事務暫由夏愨成立的軍政府打理，直到他於翌年5月復任為止。
戰後，楊慕琦爵士提出在香港推行稱為「楊慕琦計劃」的政治改革，計劃成立民選市議會下放政府權力，但礙於地區局勢及其他客觀條件所限，他復任僅一年便於1947年5月任期屆滿退休，有關改革又未獲繼任港督葛量洪爵士支持，計劃陷入停頓狀態，後來更以流產告終，此後香港長時間也再沒推行重大政治改革。

## 生平

### 早年生涯
1886年6月30日，楊慕琦生於英屬印度，父祖原居英格蘭伯克郡，父親威廉·麥克沃思·楊格爵士，KCSI（Sir William Mackworth Young，1840年－1924年）是印度的殖民地官員，曾先後擔任邁索爾參政司（Resident）、古爾格（今果達古）首席專員以及旁遮普副總督等職。至於楊慕琦的母親法蘭西絲·瑪麗·埃傑頓（Frances Mary Egerton，？－1932年）是其父的第二任妻子，她的父親羅伯特·艾爾斯·埃傑頓爵士（Sir Robert Eyles Egerton，1827年－1912年）亦曾任旁遮普的副總督。
不計父親在前一段婚姻所生的一名女兒，楊慕琦在家中六名兄妹中排行第三，對上有兩名兄長，分別是在印度任職公務員及從事考古工作的傑拉德·麥克沃思-楊格（Gerard Mackworth-Young，1884年－1965年）及任殖民地總督的陸軍少校赫伯特·于貝爾·溫思羅普·楊格爵士（Major Sir Hubert Winthrop Young，1885年－1950年）；至於對下的三名弟妹中，最小的諾曼·埃傑頓·楊格（Norman Egerton Young，1892年－1964年）曾任英政府財政部官員及蘇伊士運河公司董事。此外，楊慕琦有一堂兄傑弗里·溫思羅普·楊格（Geoffrey Winthrop Young，1876年－1958年），為著名攀山專家及教育家。雖然生於印度，但楊慕琦早年卻被送回英國英格蘭接受教育，曾經先後入讀伊頓公學和劍橋大學英皇學院，後來取得古典文學文學士一級榮譽學位畢業。

### 殖民地生涯
畢業以後，楊慕琦在1909年考入殖民地部（又名理藩部），最先以官學生身份於同年11月派往錫蘭殖民地政府工作，1910年8月出任北部省政府代表的辦公室助理，1911年11月調任康提政府代表辦公室助理。在1913年1月，他又出任穆萊蒂武署理助理政府代表；未幾於同年11月調回輔政司署任第四助理輔政司，至1914年2月出任署理第三助理輔政司，後於1914年9月出任第二助理輔政司兼錫蘭立法局秘書，一個月後又任第三助理輔政司。
第一次世界大戰爆發後，楊慕琦曾於1915年至1919年期間從軍，戰後在1920年1月重返政府任第三助理輔政司，同年7月任第二助理輔政司，1922年3月改任漢班托塔助理政府代表。在1923年3月，楊慕琦獲擢升為首席助理輔政司兼錫蘭行政局秘書，後於1928年獲英廷任命外調到西非的塞拉利昂殖民地政府出任輔政司一職，期間曾於1929年署任塞拉利昂總督一位。在1930年，楊慕琦復被派到巴勒斯坦託管地擔任布政司，期間一度在1931年署任巴勒斯坦高級專員一職。在1933年6月，楊慕琦再獲升遷，被任命前往大西洋，出任懸缺多時的巴貝多總督兼三軍總司令之職，後於同年8月5日正式履新。

### 巴貝多總督
在他上任總督以前，巴貝多的主要經濟命脈——蔗糖因為長期歉收，使經濟在1930年代陷入衰退，並導致失業率急升。為此，楊慕琦任內著手於解決失業問題。儘管當時政府因經濟欠佳而收入減少，但他卻花比以往更多的金錢到貧窮地區以發展社會服務、教育和醫療，另外，不同的委員會亦相繼成立，以專注解決不同的民生問題。與此同時，楊慕琦又趁機會進行社會改革，在議會引入其他聲音，以圖改變農場主長期壟斷經濟的不公局面。
其實，楊慕琦在早年的殖民地服務已顯露出支持改革的作風，因此他上任巴貝多總督一職以後，便企圖打破長久以來白人控制巴貝多政治的局面。例如在1936年的時候，楊慕琦就起用了當地的白人改革主義者基思·沃爾科特（Keith Walcott）為律政司，並且兼任議會議員，以便反映改革派的聲音。到翌年，他又率先委任當地黑人厄爾斯金·沃德（Erskine Ward）為法官。沃德本人是民主聯盟的成員，也是議會首位黑人之一，因此楊慕琦的委任特顯他對民主與自由的重視。相反，巴貝多的保守農場主和商人卻因此而倍感壓力。
楊慕琦任內的另一大貢獻是引入老年退休金。有關引入退休金的建議最早於1936年提出，建議甫提出，楊慕琦立即予以高度重視，並在同年8月組成一個委員會，就退休金的引入作可行性研究。該委員會由律政司沃爾科特擔任主席，其他成員包括4名議會議員，2名立法局議員和2名其他人士。值得注意的是，這個委員會的主席是改革主義者，另外又有兩人是黑人，至於農場主和商人則佔4人，反映出楊慕琦盡量尋求社會各界的均衡參與。委員會在同年11月發表了報告，報告表示巴貝多應該引入退休金制。
報告表發表以後，適逢巴貝多在1937年7月爆發要求推行退休金制的騷亂，楊慕琦於是借機在10月將準備多時的草案提交議會。引入退休金的草案曾在議會和立法局引發了一連串的辯論，不少地主、商人由於不願增加財政負擔而加以推搪之餘，又指政府的財政狀況將來可能不足以負擔退休金的支出。然而，草案最終仍然得到三讀通過，並在1938年5月1日起落實。法例通過以後，在巴貝多連續居住滿20年的長者，均可在每星期取得1先令6便士的退休金。
楊慕琦在巴貝多的政績斐然，得到了倫敦殖民地辦公室方面的肯定。因此自1937年11月至1938年2月，他獲委任兼領千里達和多巴哥護理總督一職，以接替因表現未如理想而被撤換的前總督符烈槎爵士（Sir Arthur Fletcher）。到1938年3月，楊慕琦卸任巴貝多總督一職，隨即調往坦噶尼喀地區，自1938年7月8日至1941年6月19日出任坦噶尼喀地區總督兼三軍總司令。

### 坦噶尼喀地區總督

坦噶尼喀地區旗

位於東非的坦噶尼喀地區早自1885年起由德國佔領，一直到德國在第一次世界大戰戰敗後，國際聯盟才於1919年將之撥交英國統治，所以英國在坦噶尼喀地區的統治根基較其他英屬殖民地要淺。楊慕琦上任坦噶尼喀地區總督之時，由於英國的張伯倫政府正積極向納粹德國推行綏靖政策，輿論擔心英國會將坦噶尼喀送還德國，作為綏靖政策的一部份，使到當地一度民心散渙，士氣低落。為顯示英國對坦噶尼喀地區的管治承諾不變，楊慕琦任內熱心推動經濟及各樣改革，又擴充行政、立法兩局，以成功穩定民心。
1939年9月第二次世界大戰爆發後，楊慕琦隨即將殖民地佔一定數量的德國裔人口收押到集中營，以減低殖民地政府被推翻的機會，確保當地在戰時維持穩定局面。楊慕琦在坦噶尼喀地區的種種功績獲得英廷肯定，結果在1941年獲任命為第21任香港總督兼三軍總司令，處理當地日益嚴峻的局勢。

### 香港總督

#### 香港淪陷
在1941年9月10日，身穿殖民地官服的楊慕琦爵士於皇后碼頭登岸履新，正式接替早前以健康理由辭職的羅富國爵士。楊慕琦抵港後在9月25日第一次召開立法局會議，當時香港社會各界都未有料到兩個多月後日軍會入侵香港，楊慕琦也想不到三個月後自己會淪為日軍俘虜。日本於1937年7月發動侵華戰爭，日軍在1938年10月登陸大亞灣後迅速佔領廣州，並與保護香港邊界的英軍對峙，不過因為日本政府當時對於向英國開戰仍有所猶豫，所以戰火尚未波及香港。港府雖然保持中立，但受到日益嚴峻的東亞局勢影響，自上任港督羅富國任內的1937年起，香港已開始備戰，提防日本揮軍南下入侵。不過，雖說是加緊備戰，但英國派駐香港的兵員卻沒有顯著增加，英國駐遠東三軍總司令樸芳上將曾經向時任英國首相邱吉爾提議增兵香港，但邱吉爾認為香港已被日本勢力所包圍，一旦日軍入侵香港，淪陷大概只是時間的問題，增兵香港恐怕要承受全數損失，所以拒絕增兵香港，因此當楊慕琦在1941年9月上任港督之時，駐港英軍的兵力只有約11,000人，再加上香港本地的義勇防衛軍約1,387人，由此可見，香港雖然面對日本入侵的壓力，但防守兵力仍然十分薄弱，直至加拿大派遣1,975人的援軍協防香港，守軍的兵力才稍為增強，但因為加軍在11月抵港時已接近太平洋戰爭爆發前夕，所以並無足夠時間備戰。此外，港府在11月初成立華人軍團並招募了首批新兵共47人，期望可以補充守軍兵力，但這些本地新兵未及完成所需訓練，便要於12月投入實戰。
因為英國情報部門估算日本最快不會早於1942年夏季前開戰，港府在備戰之餘也經常強調英軍有能力抵禦敵軍入侵，所以香港市面的情況仍然一概如舊。英國政府於12月3日得悉日本即將取道泰國入侵英屬馬來亞，倫敦當局於12月5日將消息電告香港，駐港英軍司令莫德庇於12月6日開始調動部隊準備迎戰，
港府卻出於避免造成社會恐慌，未有向公眾告知戰爭即將爆發，楊慕琦甚至在12月6日仍前往半島酒店出席慈善舞會，香港市面可謂一片歌舞昇平。
1941年12月8日凌晨（東亞時間），日本不宣而戰，突襲美國位於太平洋珍珠港的海軍基地，日軍在偷襲珍珠港之時亦展開「南方作戰」入侵東南亞各地，楊慕琦鑑於情勢不妙，於是頒佈動員令，並宣佈香港進入緊急狀態。日軍於12月8日清晨入侵香港，香港保衛戰爆發，日軍機隊於上午8時空襲啟德機場，皇家空軍象徵式部署的五架飛機近乎全毀。楊慕琦於當日下午召開行政及立法兩局緊急會議。晚上8時，楊慕琦在電台發表講話，他譴責日本為達成惡毒的目標而策動戰爭，又讚揚守軍和市民面對日軍的空襲表現英勇，楊慕琦表示自己會堅定與香港市民共同進退，一起面對艱難的戰爭時期，他又呼籲全港軍民保持團結、齊心抗敵。
香港面對作戰經驗豐富，且海陸空裝備充足的日軍來襲，雖然英軍積極地採取拖延戰術，但在葵涌及金山的英軍防線卻寡不敵眾，在日軍猛烈炮火下可謂「兵敗如山倒」，在新界西部的醉酒灣防線左翼被日軍突破，而九龍半島又無險可守，英軍於12月11日決定退守香港島，並於12月13日清晨完成撤退行動。日軍認為困守港島的英軍已無戰意，可以不費一兵一卒便可拿下港島，於是在12月13日上午派出勸降使團到香港島，以炮轟和空襲作威脅，迫使守軍投降，卻被楊慕琦斷然拒絕。
楊慕琦拒降後，日軍大肆炮轟及空襲香港島，日軍曾於12月17日第二度勸降，仍為楊慕琦所拒。12月18日晚上，日軍趁炮轟造成的濃煙阻礙英軍觀察，分別在北角、太古船塢及愛秩序灣登陸香港島，英軍與日軍隨即爆發激戰，12月19日及20日在黃泥涌峽的戰鬥尤為慘烈。12月21日，邱吉爾發出電報到香港，鼓勵守軍抵抗到底，並表示守軍「不要有任何投降的設想」，惟當時英軍已難以扭轉敗局，在日軍強大的兵力和火力下，只能邊戰邊退。自12月21日至12月24日，英軍雖然發起反攻，但始終未能擊退日軍。在1941年12月25日聖誕節，楊慕琦發表聖誕文告，鼓勵士兵奮戰。但到下午3時，守將莫德庇向他表示守軍敗局已定，繼續作戰只會增加士兵和平民的傷亡，建議考慮投降，楊慕琦與港府領導層商議後決定投降，並聯絡軍政要員盡快逃離香港。由開戰至此，兩者僅距18日而已。
在12月25日下午4時，英軍前線開始掛出白旗，日軍同意停火，一小時後，英軍派出軍官到日軍在銅鑼灣的臨時指揮部磋商投降，但由於日軍要求英方投遞降書，需要楊慕琦及莫德庇於晚上6時20分親臨日軍指揮部提出投降。日軍之後派員帶領楊慕琦等人乘天星小輪橫渡維多利亞港到九龍尖沙咀，在晚上7時到日軍設於半島酒店的臨時司令部，向指揮侵港日軍的酒井隆中將正式投降並舉行投降儀式。酒井隆中將親自主持香港投降儀式，英軍及港府由港督楊慕琦和司令莫德庇代表。由於英軍在11日決定撤出九龍時，為阻止在九龍的發電廠被日軍利用，所以英軍與中華電力的工程人員在撤退前破壞了在紅磡的鶴園發電廠，九龍因此一直停電，當時又已經入黑，所以舉行投降儀式的336號房只能以蠟燭照明，而楊慕琦也需要在昏暗的燭光下簽署同意無條件投降的降書。自此，香港正式淪陷，進入長達3年零8個月的日佔時期。由於楊慕琦向日軍投降的當日正值聖誕節，所以該日又被稱為「黑色聖誕節」。

#### 戰俘經歷
楊慕琦是自英國將領康沃利斯勳爵在1781年美國獨立戰爭中率大軍投降以來，首位戰敗投降並失去殖民地管治權的英國官員。投降翌日，由華里士准將率領的赤柱守軍亦確認投降消息而停火，至於楊慕琦本人於簽署降書後即淪為日軍戰俘。日本佔領香港後，大部份原殖民地政府要員都被羈押於赤柱拘留營，而楊慕琦最初仍獲日方禮待，被軟禁於半島酒店內。日方後來將楊慕琦轉到台灣拘留，除他以外，在台灣戰俘營的英國俘虜還包括海峽殖民地總督珊頓·托馬斯爵士等盟軍陣營的殖民地官員。不幸的是，楊慕琦在當地受盡折騰，甚至被關進竹籠，受盡日軍凌虐。到二戰後期，楊慕琦再被日方轉送到滿州國的奉天俘虜收容所（瀋陽二戰盟軍戰俘營）羈押。當1945年8月日本投降，人們還以為他已遭遇不測，蘇聯軍隊後來進佔中國東北，在當地集中營尋獲楊慕琦。
楊慕琦被日軍拘留數年期間連基本飲食供應都不足，到獲釋時身體狀況欠佳，所以他未有立即重返港督崗位，他獲倫敦政府安排先回到英國療養。至於1945年8月在香港重光之時，先由輔政司詹遜爵士成立臨時政府，後來在倫敦指令下，由皇家海軍夏慤爵士少將組建軍政府暫時進行軍法管治。楊慕琦在1946年5月1日回到香港，復任香港總督，結束臨時軍法管治。而在復任前，英廷向楊慕琦頒授GCMG勳銜，以肯定他在戰時的表現。

#### 楊慕琦計劃

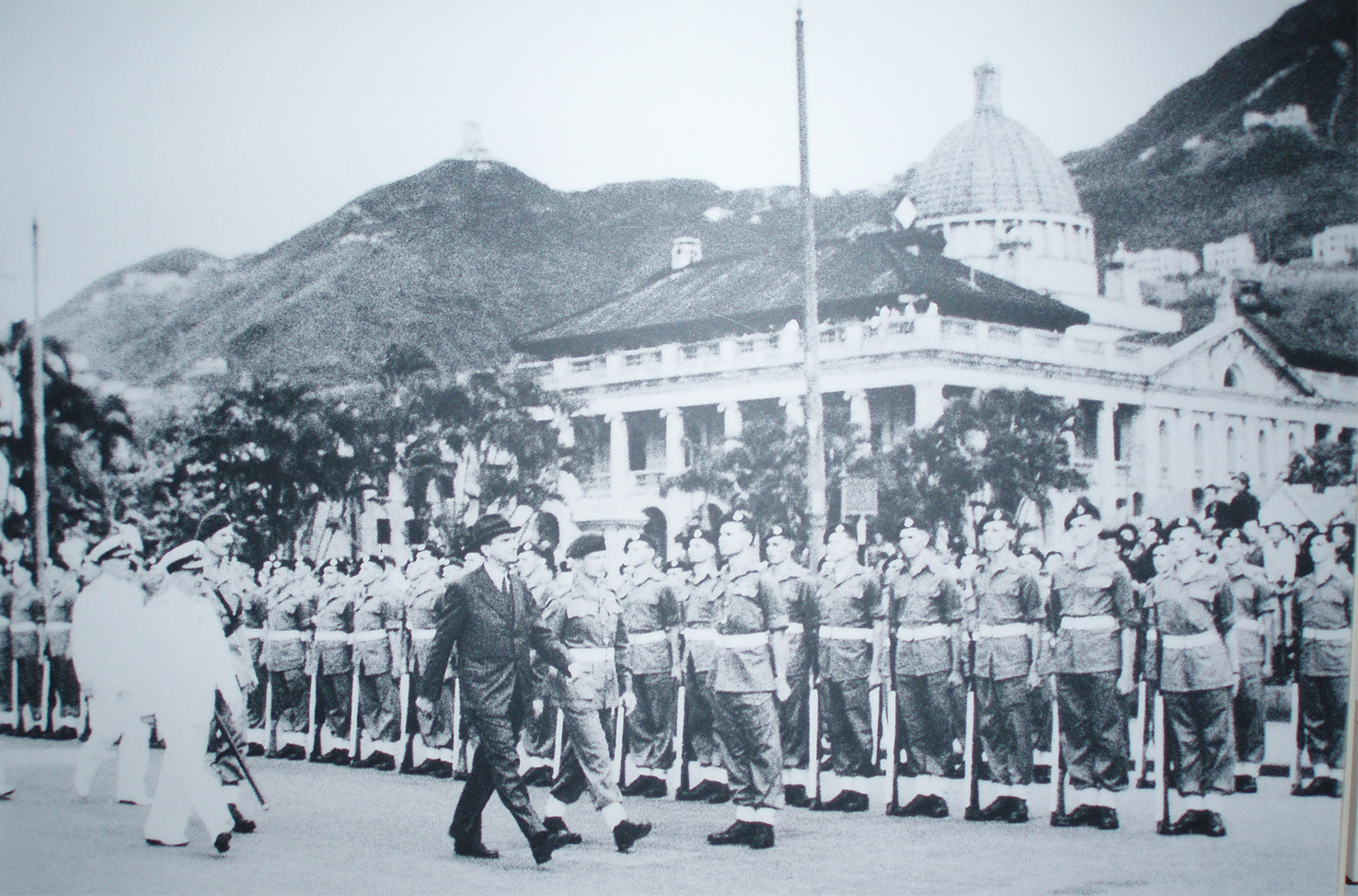
楊慕琦爵士（穿西裝者）在1946年5月1日復任港督，當日最高法院外舉行了大型的歡迎儀式。

楊慕琦在復任港督不久，便廢除了所有被認為對華人居民帶有歧視的法律，楊慕琦在8月28日大膽發表一份政治制度改革方案，希望「香港市民有更多責任去管理自己的事務」。到是年10月，楊慕琦正式推出建議書，當中建議香港應設立一個市議會（Municipal Council），三分之二議員為民選，其餘三分一則屬委任；另外，在民選議員部份中，一半由華人直選，而另一半則由洋人直選。構想中的市議會最初可負責管理消防、康樂場地和市政局，到日後情況許可的話，更可以管理教育、社會福利和公共建設，甚至於公共事業。
根據方案，為配合市議會的設立，立法局內的官守議員議席會由原本的9席減至7席，非官守議席則增加一席至8席。在官守議席中，5人會是當然議員。而在非官守議席中，4人由非官方機構推舉，另由太平紳士中選一人，商會中選一人，以及從新成立的市議會推選2人。港督仍會是立法局的主席，繼續享有投票權。方案推出以後，被通稱為「楊慕琦計劃」。表面上，方案雖然容易推行，但由於各界未能就市議會職能達成一致意見，以致方案遲遲未能落實。而即使華人可在方案取得利益，港府也沒法得到全體華人社會的贊同。到1947年5月17日，楊慕琦任滿離職，以61歲之齡退休返英，但其方案始終未能取得共識。
楊慕琦卸任後，由葛量洪爵士在7月25日接任港督，由於當時正值國共內戰，其後中國共產黨又在1949年成立中華人民共和國，這兩件事都觸發大批難民在戰後湧入香港。基於當時香港與鄰近地區局勢不穩，再加上香港前途不明朗，「楊慕琦計劃」被一再拖延，至1952年10月，英國下議院決定放棄計劃，計劃隨即為港府所放棄。

### 晚年生涯
楊慕琦卸任港督以後，退居於英國英格蘭的溫徹斯特，晚年熱衷音樂和彈奏鋼琴，而且花時間參與當地唱詩班的活動，以及研讀不少古典文學。楊慕琦在1974年5月12日逝世於溫徹斯特的貝雷域奇療養院（Bereweeke Nursing Home），享壽87歲。楊慕琦生前曾居於溫徹斯特的蘭格府（Lang House），宅第在他身後改成民宿旅館。

## 家庭
楊慕琦的妻子名叫約瑟芬·瑪麗·普賴斯，CStJ（Josephine Mary Price，？－1977年4月10日），而她的父親則名叫沃爾特·C·普賴斯（Walter C. Price）。楊慕琦和約瑟芬育有2名兒子和2名女兒，當中，以布賴恩·沃爾特·楊慕琦爵士（Sir Brian Walter Mark，1922年8月23日－2016年11月11日）最為有名。布賴恩·沃爾特·楊慕琦爵士是英國資深教育工作者，曾長年擔任查特豪斯公學的校長。

## 榮譽

### 殊勳
- C.M.G.（1931年[6]）
- O.St.J. （1932年6月24日[21]）
- K.C.M.G.（1934年[6]）
- K.St.J. （1940年6月21日[22]）
- G.C.M.G.（1946年新年榮譽名單[23]）

### 以他命名的事物
- 與香港第11任港督威廉·羅便臣及末代香港總督彭定康一樣，楊慕琦在香港並沒有任何道路或建築以其名字命名。

## 注腳
1. 1 2 3 4 5 6 7 8 9 10  "Young, Sir Mark Aitchison (1886–1974)", Oxford Dictionary of National Biography 5th edition, Oxford University Press, 2004.
2. 1 2 3 4  The Colonial Office List, London: His Majesty's Stationary Office, 1948.
3. ↑  "Israel", theWorldStatemen.org, retrieved on 13 May 2009.
4. 1 2  "Barbados", theWorldStatemen.org, retrieved on 13 May 2009.
5. 1 2 3 4 5  Jeremy Seekings, "PA'S PENSION": THE ORIGINS OF NON-CONTRIBUTORY OLD-AGE PENSIONS IN LATE COLONIAL BARBADOS, August, 2006.
6. 1 2 3 4 5  "YOUNG, Sir Mark Aitchison", Who's Who, London: A & C Black, 1969.
7. ↑  "Issue 34498 （页面存档备份，存于）", London Gazette, 1 April 1938, p.4.
8. ↑  "Tanzania", theWorldStatemen.org, retrieved on 13 May 2009.
9. ↑  "Hong Kong", theWorldStatemen.org, retrieved on 13 May 2009.
10. 1 2 3 4 5 6 7  張連興，《香港二十八總督》，北京：朝華出版社，2007年6月。
11. 1 2 3 4 5  "Hong Kong, 1941- 1945", China and Hong Kong History, Philately and Culture Society, 1 May 1999.
12. 1 2  . 港識多史.   [2020-03-30]. （原始内容存档于2021-12-26）.
13. 1 2  《日寇志—太平洋戰爭》，延陵科學綜合室，造訪於2009年5月13日。
14. ↑  . 香港工商日報. 1941-12-09  [2020-04-16]. （原始内容存档于2022-11-06）.
15. 1 2 3  《日寇志—花開-花開下卷》，延陵科學綜合室，造訪於2009年5月13日。
16. ↑  . 明報. 2017-01-22  [2020-04-26]. （原始内容存档于2021-03-15）.
17. ↑  Anthony Hamilton Millard Kirk-Greene, On Crown Service, I.B.Tauris, 1999, p.40.
18. ↑  葉劉淑儀，《葉劉淑儀女士史丹福大學碩士論文發佈》，2006年6月。
19. ↑  Frank Welsh, A History of Hong Kong, London: HarperCollins Publishers, 1993.
20. 1 2  王賡武主編，《香港史新編（上冊）》。香港：三聯書店（香港）有限公司，1997年。
21. ↑  "Issue 33838 （页面存档备份，存于）", London Gazette, 24 June 1932, p.2.
22. ↑  "Issue 34878 （页面存档备份，存于）", London Gazette, 21 June 1940, p.1.
23. ↑  "Issue 37407 （页面存档备份，存于）", London Gazette, 28 December 1945, p.9.

### 英文資料
- The Colonial Office List, London: His Majesty's Stationary Office, 1948.
- "YOUNG, Sir Mark Aitchison", Who's Who, London: A & C Black, 1969.
- Frank Welsh, A History of Hong Kong, London: HarperCollins Publishers, 1993.
- "Young, Sir Mark Aitchison (1886–1974)", Oxford Dictionary of National Biography 5th edition, Oxford University Press, 2004.
- Anthony Hamilton Millard Kirk-Greene, On Crown Service, I.B.Tauris, 1999.
- "Hong Kong, 1941- 1945", China and Hong Kong History, Philately and Culture Society, 1 May 1999. 網頁
- Jeremy Seekings, "PA'S PENSION": THE ORIGINS OF NON-CONTRIBUTORY OLD-AGE PENSIONS IN LATE COLONIAL BARBADOS, August, 2006. 網上版本
- "Barbados", theWorldStatemen.org, retrieved on 13 May 2009. 網頁（页面存档备份，存于）
- "Hong Kong", theWorldStatemen.org, retrieved on 13 May 2009. 網頁（页面存档备份，存于）
- "Israel", theWorldStatemen.org, retrieved on 13 May 2009. 網頁（页面存档备份，存于）
- "Tanzania", theWorldStatemen.org, retrieved on 13 May 2009. 網頁（页面存档备份，存于）

### 中文資料
- 王賡武主編，《香港史新編（上冊）》。香港：三聯書店（香港）有限公司，1997年。
- 《日寇志—花開、花開上卷》，延陵科學綜合室，造訪於2009年5月13日。網頁 （页面存档备份，存于）
- 《日寇志—花開-花開下卷》，延陵科學綜合室，造訪於2009年5月13日。網頁（页面存档备份，存于）
- 葉劉淑儀，《葉劉淑儀女士史丹福大學碩士論文發佈》，2006年6月。網頁
- 張連興，《香港二十八總督》，北京：朝華出版社，2007年6月。

## 外部連結
- 立法局會議記錄（英文）
  - 1941年 （页面存档备份，存于）
  - 1946年 （页面存档备份，存于）
  - 1947年 （页面存档备份，存于）
- 其他
  - 日寇志—太平洋戰爭，延陵科學綜合室
  - Martha Byrd, Kenneth N. Walker: airpower's untempered crusader, March 1997. 網頁

| 官衔                             | 官衔                                                     | 官衔                                             |
| -------------------------------- | -------------------------------------------------------- | ------------------------------------------------ |
| 前任者： 約瑟夫·柏恩爵士         | 署理塞拉利昂總督 1929年                                  | 繼任者： 約瑟夫·柏恩爵士                         |
| 前任者： 約翰·錢斯勒爵士         | 署理巴勒斯坦及外約旦高級專員 1931年9月3日–1931年11月20日 | 繼任者： 亞瑟·沃霍普爵士                         |
| 前任者： 喬治·歐文（署理）       | 巴貝多總督 1933年8月5日–1938年3月                        | 繼任者： 威廉·弗林（署理）                       |
| 前任者： 符烈槎爵士              | 署理千里達和多巴哥總督 1937年11月–1938年2月              | 繼任者： 赫伯特·楊格爵士                         |
| 前任者： 麥邁克爵士              | 坦噶尼喀地區總督 1938年7月8日–1941年6月19日              | 繼任者： 威爾弗里德·傑克森爵士                   |
| 前任者： 羅富國爵士史美（署理）  | 第21任香港總督 1941年9月10日–1941年12月25日              | 繼任者： 酒井隆中將、新見政一將軍 軍政廳最高長官 |
| 前任者： 夏慤爵士 臨時軍政府首長 | 第21任香港總督 1946年5月1日–1947年5月17日                | 繼任者： 麥道高（署理）葛量洪爵士                |